# 柯富揚
柯富揚（1970年1月1日—），臺灣彰化縣人出身的中医师，民主進步黨黨員。中國醫藥大學中國醫學研究所碩士畢業，曾任彰化縣中醫師公會理事長、行政院政務顧問、中華民國中醫師公會全國聯合會秘書長及理事長，現為東方中醫診所開業中醫師。

## 個人背景
柯富揚出生於彰化縣，求學時期選擇研讀中醫專業，於中國醫藥大學中國醫學研究所完成碩士學業，畢業後赴中國大陸繼續深造，成為中國中醫研究院中西醫結合醫學博士，所學專長為心血管、婦科、皮膚等中醫診療，是考試院特考及格中醫師，曾獲第1屆國際針灸醫師水平考試Ａ級第1名。回台後於彰化縣的中醫診所執業，並擔任該地區中醫師公會理事長，現為中華民國中醫師公會全聯會理事長，曾於2016年建議衛生福利部，中藥商可從事批發、藥材管理，但不適合在未經中醫師診斷下，自行替消費者調配藥方。

## 政治參與
2019年11月14日，民主進步黨中執會通過2020年不分區立法委員提名名單，柯富揚名列第25名。選舉結果政黨得票數481萬1241票、得票率33.98%，分配到13席不分區席次，柯富揚未能當選該屆立法委員。

## 選舉紀錄
| 年度 | 選舉屆數             | 選舉區                                 | 所屬政黨   | 得票數    | 得票率 | 當選標記 | 備註 |
| ---- | -------------------- | -------------------------------------- | ---------- | --------- | ------ | -------- | ---- |
| 2020 | 第十屆立法委員選舉   | 全國不分區及僑居國外國民立法委員選舉區 | 民主進步黨 | 4,811,241 | 33.98% |          |      |
| 2024 | 第十一屆立法委員選舉 | 全國不分區及僑居國外國民立法委員選舉區 | 民主進步黨 | 4,982,062 | 36.16% |          |      |

## 外部連結
- 柯富揚的Facebook專頁